# 常州工程职业技术学院
常州工程职业技术学院，是位于江苏省常州市的一所工程类普通专科学校，隶属江苏省教育厅。

## 专业设置
- 制药与生物工程技术系
- 化学工程技术系
- 机械工程技术系
- 经济管理系
- 计算机技术系
- 建筑工程技术系
- 材料工程技术系
- 自动化技术系
- 体育系